# Stephen Appiah
Pour les articles homonymes, voir Appiah.
Stephen Appiah, né le 24 décembre 1980 à Achimota (banlieue d'Accra), est un footballeur international ghanéen évoluant au poste de milieu de terrain. 

## Biographie
C'est un joueur célèbre pour son jeu très physique (surnommé pour la cause "Tornado"). Il est le numéro 10 emblématique et capitaine de la sélection ghanéenne. 
En août 2010, il annonce sa retraite internationale afin de se concentrer sur son club.

## Palmarès
- Champion d'Italie : 2005  (Juventus)
- Vainqueur de la Coupe d'Italie : 2002  (Parme)
- Vainqueur de la Supercoupe d'Italie : 2003  (Juventus)
- Finaliste de la Coupe d'Italie : 2004  (Juventus)
- Champion de Turquie : 2007  (Fenerbahçe SK)
- Supercoupe de Turquie : 2007  (Fenerbahçe SK)
- Champion du Ghana : 1997  (Hearts of Oak)
- Coupe du Ghana : 1996  (Hearts of Oak)

## Distinctions individuelles
- Élu meilleur sportif ghanéen en 2007[2].